# Metal Attack
Metal Attack è una compilation di gruppi italiani heavy metal, uscita nel 1987 per la RCA Italia - Talent.

## Descrizione
Il disco è stato prodotto da Richard Benson, il quale interpreta anche i brani Exotic Escape - accompagnato dal gruppo degli East - Ripresa e Preludio. In quest'ultimo pezzo suona anche la chitarra, così come accade in Adagio.

## Tracce
1. Preludio
2. Workshop - Bad Words
3. Waterfall - The Fighter
4. Variazione II
5. Rise - Metallo 5
6. East - Exotic Escape
7. Subway Force - Rainbow Fire
8. Adagio
9. Mrs. Ingrid - The Poison Tree
10. Variazione IV
11. Ripresa
12. Final